# 瓜纳雷河
瓜纳雷河（西班牙語：Río Guanare）是委内瑞拉的河流，奥里诺科河支流之一。其发源于海拔高度约1600米的戈尔多山南坡。河流流经拉腊州、特鲁希略州、波图格萨州、巴里纳斯州与阿普雷州，最终汇入波图格萨河。波图格萨州州府瓜纳雷即得名于瓜纳雷河。

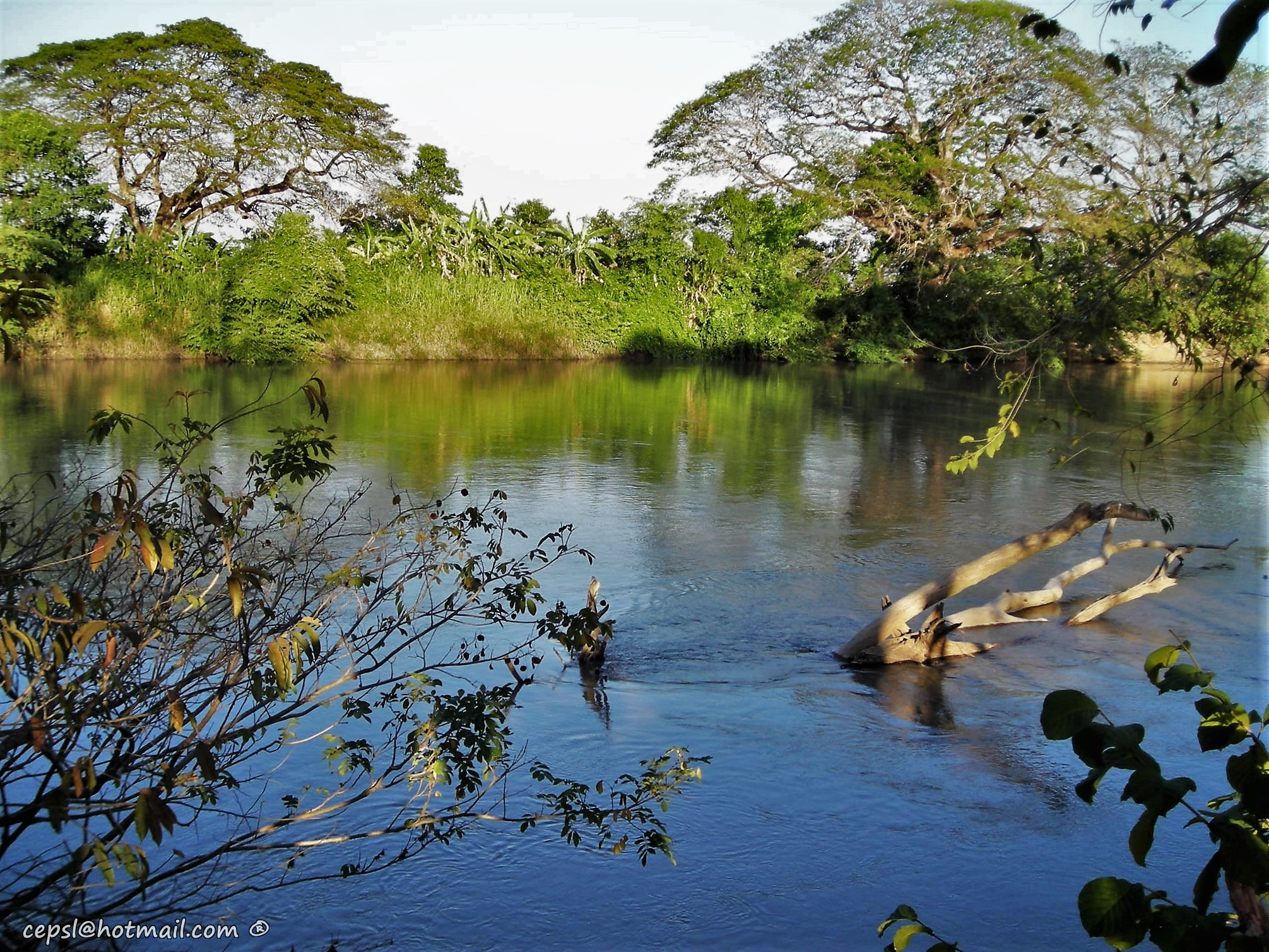
瓜纳里托附近的瓜纳雷河河道

## 支流
注入瓜纳雷河的支流多位于其东部。其主要支流有查巴斯肯河 （Chabasquén）、图库皮多河（Tucupido）、萨瓜斯河（Saguás）与比斯库库伊西托河（Biscucuicito）等。